# Xestia rosea
Xestia rosea là một loài bướm đêm trong họ Noctuidae.